# Cosmopepla lintneriana

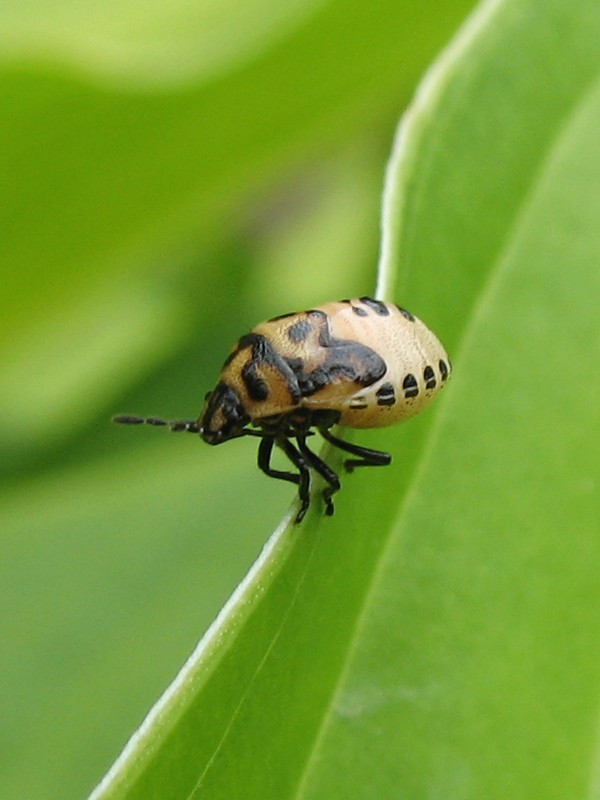
Nymphe von Cosmopepla lintneriana

Cosmopepla lintneriana ist eine Wanzenart aus der Familie der Baumwanzen (Pentatomidae). Im Englischen trägt die Art auch die Bezeichnungen Twice-stabbed Stink Bug, Two-spotted Stink Bug und Wee Harlequin Bug.

## Merkmale
Die schwarzen kleinen Wanzen erreichen eine Körperlänge von 4 bis 7 Millimeter. Sie besitzen eine ovale Gestalt. Über den Halsschild verläuft ein roter oder gelber Streifen quer sowie ein kurzer Streifen mittig in Längsrichtung. An den Rändern des Schildchens (Scutellum) unweit dessen unteren Endes befindet sich jeweils ein roter Fleck. Ferner verläuft ein roter Saum entlang des vorderen Seitenrandes des Halsschildes sowie entlang des Hinterleibs.

## Verbreitung
Die Art kommt in der Nearktis vor. In Kanada ist sie transkontinental vertreten. In den Vereinigten Staaten reicht das Verbreitungsgebiet bis nach Georgia und New Mexico. Außerdem kommt sie in Mexiko vor.

## Lebensweise
Cosmopepla lintneriana ist eine polyphage Wanzenart. Die Art gilt in den USA als ein Schädling von geringerer Bedeutung. Die Art bildet gewöhnlich eine Generation pro Jahr aus und überwintert als Imago.

## Taxonomie
Aus der Literatur sind folgende Synonyme bekannt:
- Cosmopepla bimaculata (Thomas, 1865)
- Cimex carnifex (Fabricius, 1798)